# Johann Julius Hummel
Pour les articles homonymes, voir Hummel.
Johann Julius Hummel (Waltershausen, 17 décembre 1728–Berlin, 27 février 1798) est un éditeur de musique germano-hollandais de la période classique.

## Biographie

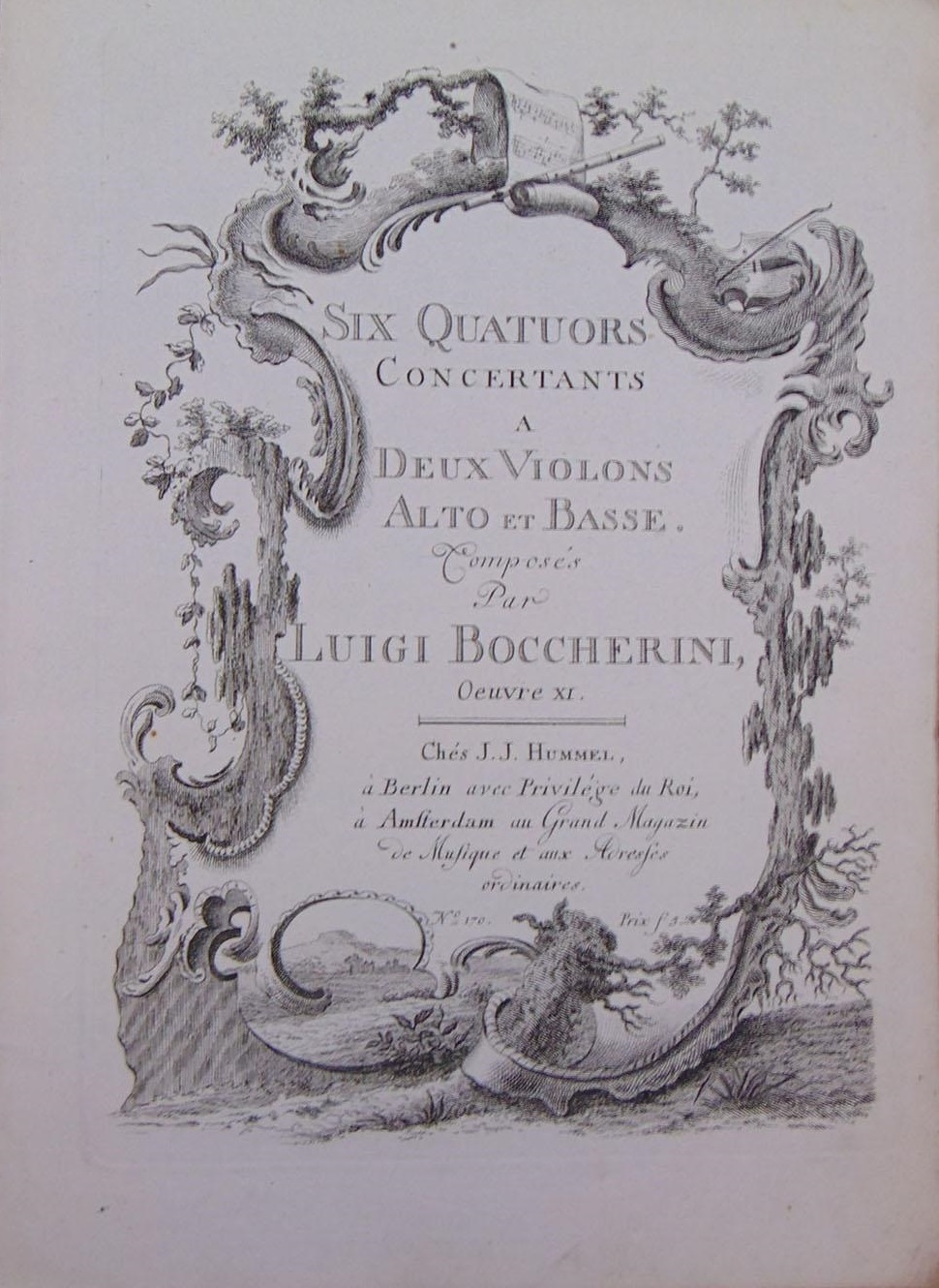
Les Six Quatuors Concertants à Deux Violons Alto et Basse. Composés par Luigi Boccherini, Œuvre XI. [G.189-194], Amsterdam, Hummel (c. 1785).

Johann Julius et son frère, Burchard Hummel (1731–1797), sont d'abord deux cornistes. Ils se rendent tous deux à La Haye, aux Pays-Bas dans les années 1740, où Julius devient citoyen en 1751, pendant que son frère se fait revendeur de musique. Johann Julius fonde sa maison d'édition à Amsterdam vers 1753. Il est d'abord à Nes, puis en mai 1764 bouge pour Vygendam ; en 1776 à Warmoestraat et, fin 1780, à Rokkin.
En 1770, Hummel créé un bureau à Berlin où il se fixe définitivement en 1777, à la suite du privilège que lui accorde Frédéric II.
En 1791, il cède la gestion du magasin d'Amsterdam à sa fille, Elisabeth Christina (1751–1818) et son mari. À la mort de Julius, c'est son fils, Johann Bernhard (1760–c. 1805), lui-même pianiste et compositeur, qui reprend la firme avec le concours d'un gestionnaire nommé Annisius.
Julius développe l'activité jusqu'à faire de sa société d'édition musicale l'une des plus importantes de son genre, n'hésitant pas – comme il est courant à l'époque – à publier des éditions « pirates ». Il a diffusé des compositeurs tels qu'Abel, Johann Christian et CPE Bach, Boccherini, Dittersdorf, Kozeluch, Mozart, Pleyel, Stamitz, Schwindl, Vaňhal et d'autres musiciens italiens, hollandais, allemand, autrichiens et bohémiens (Franž Laurenž Horžiczký). Il est l'éditeur principal de Haydn au Nord des Alpes. Son frère et lui publient un catalogue thématique de leurs publications, dont seuls le catalogue principal de 1768 et six suppléments (de 1769 à 1774) sont connus, mais un autre catalogue semble avoir paru en 1780.
La maison d'édition lui survivra quarante ans, jusqu'en 1838.